# 田中萌 (アナウンサー)
田中 萌（たなか もえ、1991年6月29日 - ）は、テレビ朝日のアナウンサー。

## 来歴
山形県立山形東高等学校、明治大学政治経済学部卒業。高校ではチアリーディング部に所属。明大在学中はインカレサークルに所属。また、テレビ局でADのアルバイトをしていた他、2012年から
1年間、日本テレビイベントコンパニオン（現：日テレイベコン）29期生として番組や各種イベントのアシスタントなどを経験。
学生時代にテレビ朝日アスクに通った後、2015年4月1日にテレビ朝日に入社。同期入社のアナウンサーは池谷麻依、紀真耶、山木翔遥、山崎弘喜。
2015年9月28日から情報番組『グッド!モーニング』にレギュラー出演。サブ司会を務めることになる。2016年12月8日の放送分からは『グッド!モーニング』への出演を休止（事実上の降板）しており、同番組には島本真衣が代役の形で入っている。
2017年3月24日深夜に放送された『バクモン学園 鬼教師・太田と委員長・田中と芸人30人の物語』の特番で復帰した。4月からスタートしたレギュラー版にも出演。
2018年4月9日開始のAbemaTV『AbemaMorning（アベマモーニング）』で報道メインキャスターに初挑戦。

## 人物・エピソード
- 身長157cm[2]。
- 趣味は散歩。ミュージカル鑑賞が好きで、宝塚歌劇団と劇団四季のファン[1]。
- SNSに疎かったが、ウェブ番組に関わったことを契機にInstagramを開設した[8]。
- 『AbemaMorning』2019年2月22日配信分では漢字が同姓同名の女子サッカー選手、田中萌（めばえ）との対談が実現した[9]。
- 自身が語るところによると朝番組担当時代のキャッチフレーズは『モーニング天使』。その後は『テレ朝の問題児』[10]。
- ABEMA的ニュースショー（2022年11月６日）の番組でトイレットペーパーは決まっていて『日本製紙クレシア株式会社スコッティフラワーパック3倍長持ち4ロール（ダブル）』であることを明かした。
- ABEMA的ニュースショー（2023年2月5日）の番組ロケで激辛料理メニューを次々と完食した。
- 2023年に宅地建物取引士の資格を取得している[11]。

## 出演
報道・情報番組
| 期間       | 期間          | 番組名                         | 役職                                 |
| ---------- | ------------- | ------------------------------ | ------------------------------------ |
| 2015年10月 | 2016年12月7日 | グッド!モーニング              | サブ司会                             |
| 2018年4月  | 2020年9月     | AbemaMorning（ABEMA）          | メインキャスター                     |
| 2020年4月  | 2021年9月     | ABEMAヒルズ（AMEBA）           | 水・木曜日担当キャスター             |
| 2020年10月 | 2021年9月     | スーパーJチャンネル            | 月・火・金曜日ニュース担当キャスター |
| 2021年10月 | 現在          | ABEMA的ニュースショー（ABEMA） | 進行役                               |
| 2021年10月 | 2023年9月     | ABEMA Prime（ABEMA）           | 月・火曜日特集キャスター             |
| 2023年10月 | 2024年9月     | ABEMA Prime（ABEMA）           | 月・火曜日Prime進行キャスター        |
| 2024年10月 | 現在          | ABEMA Prime（ABEMA）           | 金曜日Prime進行キャスター            |

バラエティ・ドキュメンタリー番組・その他
- News Access（BS朝日、不定期）
- バクモン学園 鬼教師・太田と委員長・田中と芸人30人の物語（2017年3月24日・4月3日 - 9月） - 副担任[5]
- バクモン学園!!住んでみた。（2017年10月 - 2018年3月）[12]
- はい!テレビ朝日です（2017年10月8日 - ） - ナレーション
- 悩める前職：アイドルちゃん～アイドルやめて何するの？～ (2018年12月27日) - 進行
- 東北の夜空に咲き誇る！4K生中継！山形・赤川花火大会2019～“日本一の美”を競う光と音の祭典～ (2019年8月17日、BS朝日) - 進行
- イワクラと吉住の番組（2022年4月 - ）ナレーター
- トゲアリトゲナシトゲトゲ（2022年4月5日） - インタビュアー[13]
- お願い!ランキング presentsそだてれび（2022年9月6日 - 9日、2023年3月10日） - 進行[14][15]
- くりぃむナンタラ（2022年9月18日・11月20日、2023年2月12日・19日） - 進行[16][17][18][19]
- ホリケンのみんなともだち（2023年1月11日・18日） - 進行[20]
- NEWニューヨーク（2023年3月1日） - 進行[21]
- なにわ男子の逆転男子（2023年7月 - ）ナレーター
- 週刊ダウ通信（2023年12月12日） - 進行[22]
- 妄想ハナコ（2023年12月13日） - 進行[23]
- 四分旧譜～あの頃のボクと音楽と～（2025年3月31日、BS朝日）[24]
- わたし界隈 オーダーメイド・ドキュメント（2025年6月7日・14日） - 進行[25][26]
- かまいガチ（2025年6月11日） - 進行[27]

### ミュージック・ビデオ
- みぎてやじるし ひだりてはーと「恋しちゃおっか？」（2019年8月24日）[28]